# 帕特里奇奥·斯特羅納蒂

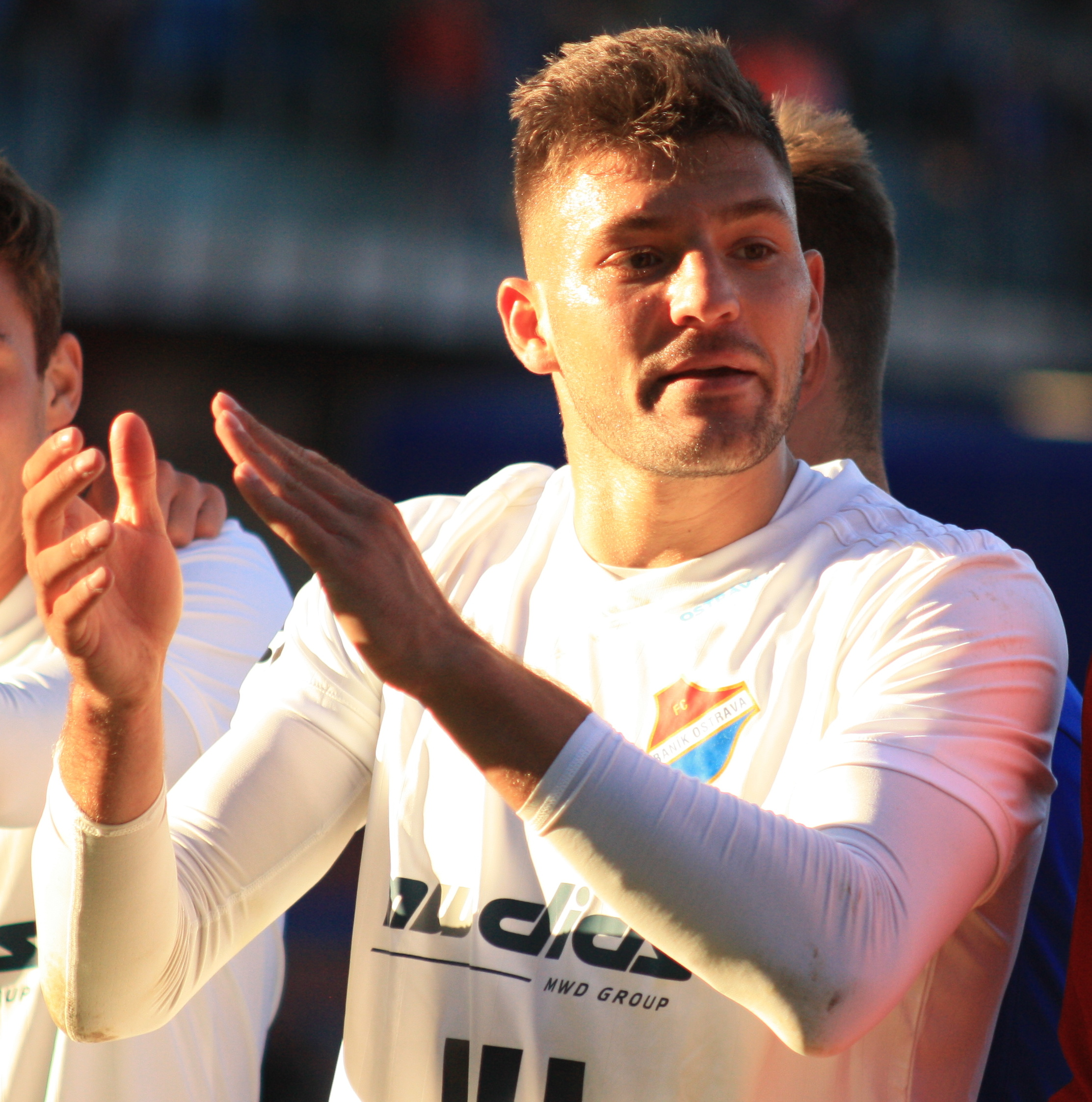
Patrizio Stronati

帕特里奇奥·斯特羅納蒂（1994年11月17日—）是一位捷克足球運動員。在場上的位置是後衛。他現在效力於奧地利足球超級聯賽球隊奧地利維也納足球俱樂部。他也代表捷克U21國家隊參賽。他的父親是一位意大利人。